# Joe Taslim
Joe Taslim, właśc. Johannes Taslim (ur. 23 czerwca 1981 w Palembang) – indonezyjski aktor filmowy i judoka.
Rozpoznawalność przyniosła mu rola w filmie Szybcy i wściekli 6.

## Filmografia
Źródło:.
- 2008: Karma jako Armand Guan
- 2009: Rasa jako Allivan
- 2011: Raid jako sierżant Jaka
- 2012: Dead Mine jako Joko
- 2013: Szybcy i wściekli 6 (Fast & Furious 6) jako Jah
- 2013: La Tahzan jako Yves Yamada
- 2016: Star Trek: W nieznane (Star Trek Beyond) jako Anderson Le/Manas
- 2017: Surat Kecil Untuk Tuhan jako Martin
- 2018: Przychodzi po nas noc (The Night Comes for Us) jako Ito
- 2019: Hit & Run jako Tegar Satria/Tegar Saputra
- 2020: Wojownik (The Swordsman) jako Gurutai
- 2021: Mortal Kombat jako Bi-Han/Sub-Zero
- 2025: Mortal Kombat II jako Bi-Han/Noob Saibot